# Viorel Talapan
Viorel Talapan, född den 25 februari 1972 i Mihai Viteazu i Rumänien, är en rumänsk roddare.
Han tog OS-guld i fyra med styrman i samband med de olympiska roddtävlingarna 1992 i Barcelona.